# Cioarga, Mureș
Cioarga (în maghiară Csorga) este o localitate componentă a orașului Luduș din județul Mureș, Transilvania, România.

## Populație
Conform Recensământului din anul 2022 populația localității era de 237 locuitori în scădere față de datele de la ultimul recensământ când populația localității era de 238 locuitori. 